# 大隅横川駅
大隅横川駅（おおすみよこがわえき）は、鹿児島県霧島市横川町中ノにある、九州旅客鉄道（JR九州）肥薩線の駅である。

## 歴史
- 1903年（明治36年）1月15日：横川駅（よこがわえき）として鉄道作業局が開設[2]。
- 1920年（大正9年）9月1日：名称を大隅横川駅（おおすみよこがわえき）に変更[2]。
- 1945年（昭和20年）7月30日：空襲を受けて駅舎周辺が焼け野原になる[3]。
- 1971年（昭和46年）3月1日：貨物営業廃止[4]。
- 1984年（昭和59年）2月1日：荷物扱い廃止[4]。
- 1986年（昭和61年）11月1日：肥薩線八代 - 隼人間電子閉塞導入[5]により無人化[6]。
- 1987年（昭和62年）4月1日：国鉄分割民営化により九州旅客鉄道が継承[5]。
- 2007年（平成19年）11月30日：南九州近代化産業遺産群の物資輸送関連遺産の1つとして選ばれる[7]。
- 2009年（平成21年）11月22日：駅脇に平和公園が完成、面積1,281 平方メートル、事業費約4800万円[8]。

## 駅構造
単式ホーム2面2線を有する地上駅。元は単式ホーム1面1線と島式ホーム1面2線の計2面3線を有したが、中央1線を撤去して2面2線の構造となった。木造駅舎を有する。
旧・横川町の中心駅だが、完全な無人駅である(昭和60年代より)。駅舎は開業時からのもので、鹿児島県では嘉例川駅のものと並び最古である。無人駅であるが駅舎はきれいに保たれており出札口なども完全にその姿を残している。駅舎は2006年10月、100年以上前の姿を残し当時の建築構造を伝える重要な建造物として国の登録有形文化財に登録された。
太平洋戦争では1945年7月に当駅に停車中の貨車が米軍機の機銃掃射を受け、駅舎の屋根も蜂の巣のようになり、ホームの柱にはその跡が残っている。
島式ホームにはタブレット受けが残されている。年末は夜間、駅舎にイルミネーションが飾り付けられる。

### のりば
| のりば | 路線    | 方向 | 行先                 |
| ------ | ------- | ---- | -------------------- |
| 1      | ■肥薩線 | 上り | 吉松・都城方面       |
| 2      | ■肥薩線 | 下り | 隼人・鹿児島中央方面 |

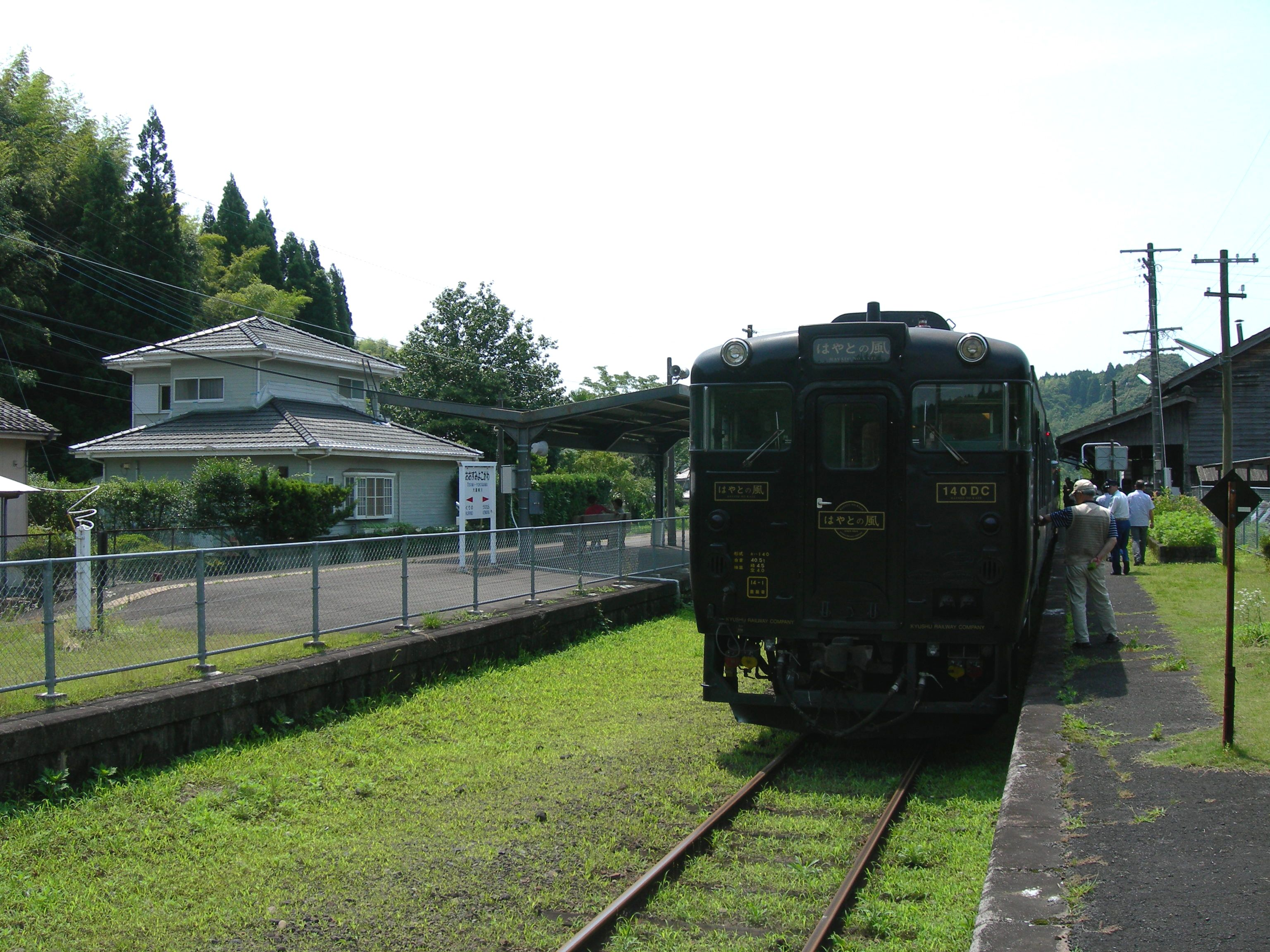
ホーム（隣のホームにあるのがタブレット受け）
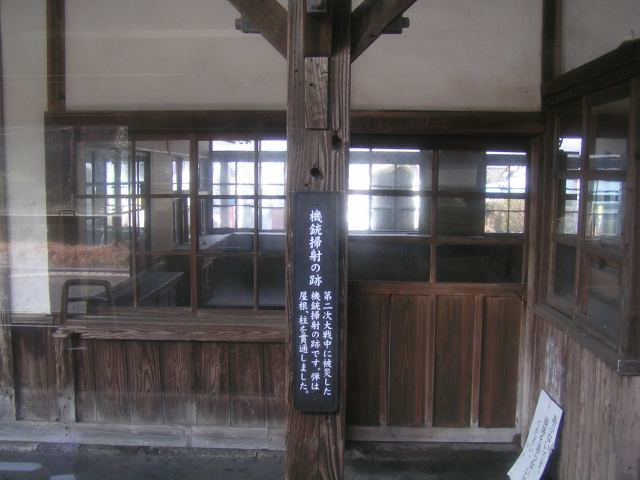
機銃掃射の跡

## 利用状況
- 2016年度の1日平均乗車人員は108人である。

| 年度 | 1日平均 乗車人員 | 1日平均 乗降人員 |
| ---- | ---------------- | ---------------- |
| 2000 | 174              |                  |
| 2001 | 156              |                  |
| 2002 | 132              |                  |
| 2003 | 132              |                  |
| 2005 | 116              |                  |
| 2006 | 105              |                  |
| 2007 | 96               | 128              |
| 2008 | 101              | 207              |
| 2009 | 95               | 193              |
| 2010 | 100              | 204              |
| 2011 | 97               | 197              |
| 2012 | 99               | 203              |
| 2013 | 111              | 225              |
| 2014 | 116              | 236              |
| 2015 | 112              | 225              |
| 2016 | 108              | 220              |

## 駅周辺
- 霧島市役所 横川総合支所（旧・横川町役場）
- 横川健康温泉センター
- 横川郵便局
- 光雲寺
- 霧島市立横川小学校
- 九州自動車道
- 丸岡公園

## その他
- 南日本放送制作のDVD「かごしま鉄道物語」（2010年発売）では、1979年にテレビ番組で放送された当駅からの中継映像を見る事が出来る。当時から鹿児島現存最古の駅舎という事と、機銃掃射の貫通痕が認知されていた事が分かる。
- 2007年8月8日の『ザ・ベストハウス123』で「一度は降りてみたい!日本の美しい無人駅BEST3」として紹介された。順位は3位、選者は横見浩彦。
- 隣の栗野駅にも1980年代時点では、米軍機の機銃掃射による弾痕が残っていた。

## 隣の駅
九州旅客鉄道（JR九州）
■肥薩線
栗野駅 - 大隅横川駅 - 植村駅